# Majangan
Majangan is een bestuurslaag in het regentschap Sampang van de provincie Oost-Java, Indonesië. Majangan telt 658 inwoners (volkstelling 2010).